# Polska Grupa Teatralna w Nowym Jorku
Polska Grupa Teatralna w Nowym Jorku działająca również pod nazwą Teatr Polski w Nowym Jorku – emigracyjny teatr dramatyczny założony w 1991 roku przez polskich artystów teatralnych przebywających w tamtym czasie w USA.

## Historia
Teatr działał z powodzeniem przy Centrum Polsko-Słowiańskim w Nowym Jorku, które jest jedną z największych organizacji polsko-amerykańskich na Brooklynie. PGT wspólnie z Polskim Instytutem Teatralnym w USA powołała Polski Instytut Sztuki Teatralnej zajmujący się dokumentacją i badaniem polskiego teatru emigracyjnego w Stanach Zjednoczonych. 
Za program artystyczny i edukacyjny grupy odpowiedzialna była rada dyrektorów w składzie: Ireneusz Wykurz (Polska Grupa Teatralna), Nina Polan (Polski Instytut Teatralny w USA), Andrzej Szczytko (Instytut Sztuki Teatralnej), Albert Juszczak (Centrum Polsko-Słowiańskie) oraz J. E. Gore (Fundacja Kościuszkowska). Z Polskim Instytutem Teatralnym w USA związany był pisarz i dramaturg Janusz Głowacki.
Teatr prezentował dramaty polskich autorów m.in. Leona Schillera (Kram z piosenkami, spektakl wystawiano na terenie nowojorskiego Central Parku), Sławomira Mrożka (Zabawa, Tango) oraz Karola Wojtyły (Przed sklepem jubilera, spektakl wystawiono w John F. Kennedy Center for the Performing Arts w Waszyngtonie). Działalność teatru i grupy teatralnej zakończyła się pod koniec lat '90 XX wieku, wraz z powrotem z emigracji artystów tworzących teatr. 
Teatrolog, profesor Juliusz Tyszka poświęcił działalności PGT jeden z rozdziałów swojej książki Widowiska nowojorskie "Coś niebywałego, czyli debiut i ciąg dalszy Polskiej Grupy Teatralnej w Nowym Jorku".

## Zespół artystyczny
| Reżyserzy i realizatorzy                                                                           | Aktorzy |
| -------------------------------------------------------------------------------------------------- | --- |
| - Nina Polan - Kazimierz Braun - Teresa Barska - Ireneusz Wykurz - Tadeusz Orłowski - Pablo Zinger | - Nina Polan - Lena Zelwerowicz - Monika Krajewska - Izabella Laskowska - Agnieszka Kluk-Kochańska - Magdalena Wnuk - Małgorzata Staniszewska - Mariusz Kwiecień - Andrzej Szopa - Andrzej Szczytko - Wojciech Bukalski - Krzysztof Zach - Adam Kamień - Piotr Rudziński - Grzegorz Heromiński |